# نوموشدا
نوموشدا (𒀭𒉡𒈲𒁕 ، د نو-موش-دا) كان إلهًا من بلاد ما بين النهرين يُعرف بأنه الإله الوصي على كازالو. أصل اسمه غير معروف، وقد لا يكون سومريًا ولا أكديًا. كان يُنظر إليه على أنه إله عنيف، وكان مرتبطًا بالطبيعة، وخاصةً بالفيضانات. كما إثبت وجود نجم سمي باسمه. كان يُنظر إليه على أنه ابن نانا ونينغال، أو بدلاً من ذلك إنكي. كانت زوجته الإلهة نمرات التي لا يوجد الكثير من الأدلة عليها. ووفقًا لأسطورة زواج مارتو، كان لديهم ابنة، أدغاركيدو، التي تزوجت من الإله الذي يحمل نفس الاسم. تربط المصادر المتأخرة نوموشدا بإله الطقس إيشكور.
يعود أقدم دليل على عبادة نوموشدا إلى عصر الأسرات المبكرة، ويتضمن إدخالات في قوائم الآلهة وقوائم القرابين والأسماء الثيوفورية. بالإضافة إلى كازالو، ارتبط أيضًا بكيريتاب وإناب، ولعب دورًا مهمًا في ماراد. تألفت ترنيمة مخصصة له في عهد أحد ملوك لارسا، سين إقيشام، ويفترض أنه كان خلال فترة سلام بين هذه المدينة ومركز عبادته. نادرًا ما يُوثق وجوده في المصادر التي تعود إلى ما بعد العصر البابلي القديم، والذي يُفترض أنه يعكس تراجع كازالو.

## الاسم والشخصية
كان الاسم نومشدا يُكتب عادةً بالخط المسماري مثل d nu-muš-da، مع وجود متغيرات مثل d nu-umuš.muš-da (المعروفة من العصر السرجوني وأور الثالثة) و nu-mu-uš-ta (الموجودة في نص واحد من إيميسال) والتي توثقت بشكل نادر. معناه غير معروف. أنطوان كافينجو Manfred Krebernik لاحظ تشابهها مع ME nu- MUŠ/BU-DU، وهو مصطلح موثقة في قائمة مبكرة للأفراد العاملين في العبادة، على الرغم من أنهم استنتجوا في النهاية أنه من المحتمل أنه لم يكن له أصل سومري. في نص فلكي أكدي متأخر تفسر على أنه nammaššu، وهي كلمة يمكن أن تعني "أشخاص" أو "مستوطنة" أو "حيوانات برية" حسب السياق، على الرغم من أنه كما لاحظ جيريمياه بيترسون من غير المرجح أن يكون هذا هو أصلها الأصلي.
الترنيمة الوحيدة المعروفة المخصصة لنومشدا وعدد من النصوص الأدبية الأخرى تصفه بأنه إله مرتبط بالطبيعة البرية، وتقارنه بالحيوانات الحقيقية، مثل الأسود، وبالموشوسو الأسطوري. كان يُنظر إليه على أنه إله عنيف، وبهذه الصفة ارتبط بالفيضان. تشير إليه ما يسمى بقائمة النجوم والآلهة باسم "الإله الزائر" (ilu šāgimu). يمكن أن يرتبط أيضًا بالحرب.
تذكر النصوص الفلكية في بلاد ما بين النهرين نجمًا سمي على اسم نوموشدا، ويُفترض أنه إما إيتا سنتوري أو كابا سنتوري. ووصفته إحدى الصلوات المتأخرة بأنه جسم نجمي "يجعل المطر يدوم طويلًا".

## الارتباط مع الآلهة الأخرى
كان نوموشدا يُنظر إليه غالبًا على أنه ابن إله القمر نانا (سوين) وزوجته نينغال، على الرغم من غياب هذا التقليد عن أقدم المصادر، التي يعود تاريخها إلى الألفية الثالثة قبل الميلاد، مما قد يشير إلى أنه لم يتطور إلا في وقت لاحق. من المرجح أن يكون هذا النسب بمثابة طريقة لاستيعابه في البانثيون التقليدي لجنوب بلاد ما بين النهرين، وربما كان قائمًا على تشابه مُتصور مع ابن آخر لنانا، نينجوبلاجا، على الرغم من عدم وجود دليل على التوفيق بين هذين الإلهين في قوائم الآلهة. نظرًا لأن نوموشدا نادرًا ما يوثق في المصادر من أور، مركز عبادة نانا، فمن المحتمل أن العلاقة بينهما تطورت في مكان آخر. يحتفظ مصدر واحد بتقليد مفاده أن نوموشدا كان ابنًا لإنكي بدلاً من ذلك. إنه نص أدبي يصف كيف تعين في منصب إله مدينة كازالو من قبل إنليل، وكيف في أعقاب هذا الحدث أرسل أحدهم فيضانًا ربيعيًا يسمح للطيور والأسماك بالازدهار.
كانت زوجة نوموشدا هي الإلهة نمرات، واسمها أكدي ويمكن ترجمته إلى "إنها مشرقة" أو "المشرقة". ترجمها جاكوب كلاين بدلاً من ذلك إلى "جنية". ظهرت إلى جانب زوجها في أسطورة زواج مارتو وفي رثاء سومر وأور، وكذلك في قائمة آلهة بابل القديمة. ذكر بناء التماثيل التي تمثلها ونوموشدا ولوغال-أبياك في اسم عام سين-إقيشام من لارسا. أنطوان كافينجو Manfred Krebernik تشير إلى أنه يمكن التعرف عليها باستخدام d ḪU -ma-na، وهو إله يتبع نوموشدا في قائمة آلهة نيبور. يشير جيريمياه بيترسون إلى أن المزيد من الأبحاث تشير إلى أن نسخة واحدة فقط من هذا النص تحافظ على هذا التهجئة للاسم، ومعظمها بدلاً من ذلك تهجئها على أنها d ḪU -ma-at، والتي يمكن افتراضها بشكل معقول على أنها خطأ مطبعي لـ d nam-ra-at، حيث كانت علامة NAM مشتقة من ḪU. لم يثبت وجود نامرات في أي مصادر أخرى، وقد لوحظ غيابها عن ترنيمة نوموشدا على وجه الخصوص.
وفقًا لأسطورة زواج مارتو، كان لدى نوموشدا ونامرات ابنة، أدغاركيدو، التي تزوجت في هذه التركيبة الإله الذي يحمل نفس الاسم بعد أن شارك في مسابقة مصارعة كان المقصود منها ترفيه نوموشدا. عرض الأخير عليه في البداية الذهب والأحجار الكريمة كمكافأة بدلاً من يد ابنته للزواج، ووافق على السماح له بالزواج منها فقط لأن مارتو قدم عددًا كبيرًا من هدايا الزفاف، وخاصة الماشية. يقترح كافينيو وكريبرنيك أن مكانة مارتو كصهر نوموشدا تعكس ارتباطهما المشترك بالطبيعة. هناك احتمال آخر وهو أنه تمثيل مجازي للتثاقف التدريجي لشعب مارتو البدوي في بلاد ما بين النهرين. بالإضافة إلى هذه الأسطورة، أيضًا تحدد دليل على وجود ارتباط بين نوموشدا ومارتو في مرثيتين.
بسبب ارتباطه بالفيضانات، في المصادر المتأخرة، يمكن ربط نوموشدا بإله الطقس إيشكور (أداد الأكدي). في مجموعة MUL. APIN، تحدد النجم الذي يحمل اسم نوموشدا بشكل مباشر مع الإله الأخير.

## العبادة
كان نوموشدا الإله الوصي على كازالو، وهي مدينة تقع بالقرب من ماراد وكيش، في الجزء الأوسط من العراق الحديث. كان معبده الواقع هناك يحمل الاسم الاحتفالي kun 4 -sa-tu، "الدرج إلى الجبل"، أو é-kun 4 -sa-tu، "البيت، درج الجبل".
تشمل الشهادات المبكرة لنُموشدا قوائم الآلهة من فارا وأبو صلابيخ. تشمل الأدلة المبكرة الإضافية قائمة قرابين من الموقع الأول من هذين الموقعين، بالإضافة إلى أسماء ثيوفورية، مع أمثلة سومرية معروفة من كل من فارا ولجش من فترة الأسرات المبكرة وأخرى أكدية من مصادر من فترة سرجونيك. كان أحد حكام كازالو يُدعى بوزور نوموشدا من بين الحكام الذين تمردوا على نارام سين.
استمر عبادة نوموشدا في فترة أور الثالثة. يذكر سجل عقاري من عهد أور نمو يحدد المقاطعات التي إنشئت حديثًا في مملكته مواقع مختلفة مرتبطة بنوموشدا، بما في ذلك برج وضريح. ذكر إحضاره إلى معبده في كازالو في صيغة من عهد شولجي. إثبتت الأسماء الثيوفورية التي تستحضره في نصوص لجش وأوما وأور من نفس الفترة.
في العصر البابلي القديم، عندما كانت كازالو إحدى العاصمتين لمملكة مستقلة مركزها ماراد وحكمتها سلالة أمورية، كانت القسم في هذه المنطقة يُقسم عادةً إما من قبل نوموشدا أو من قبل إله ماراد الوصي لوغال مارادا. كان لنومشدا أيضًا دور بارز في ماراد، كما يتضح من الإشارات إليه في أسماء الملوك المحليين في العام، بما في ذلك سومو ديتانا وسومو نومهيم وسومو أتار، الذين قدموا له جميعًا تبرعات. كما إثبت في صيغ القسم من هذه المدينة، في إحدى الحالات إلى جانب لوغال مارادا. كان نوموشدا أيضًا إله الوصاية على كيريتاب، وهي مستوطنة أخرى تقع بالقرب من كازالو وماراد. علاوة على ذلك، كان يُشار إليه باسم "سيد عناب"، على الرغم من أن هذا الاسم الجغرافي قد يشير إلى موقع أسطوري. هناك احتمال آخر وهو أنها كانت نفس مدينة إيليب (تُكتب أيضًا إيليب). هناك مصدران فقط يربطانه بها، أسطورة زواج مارتو ورثاء بابلي قديم.
تألفت ترنيمة مخصصة لنومشدا في عهد سين إقيشام من لارسا، ويفترض ذلك خلال فترة قصيرة من السلام بين مملكته وكازالو. يزعم لوديك فاسين أن المؤلفات من هذه الدولة التي ركزت على الآلهة الثانوية مثله أو هايا يجب اعتبارها مثالاً على نمط أوسع يميز الترانيم الملكية المؤلفة في لارسا عن تلك الموجودة في إيسن المعاصرة ومن فترة أور الثالثة، والتي ركزت على الآلهة الرئيسية. ربما يكون سين إقيشام قد قدم أيضًا عبادة نوموشدا إلى نيبور، على الرغم من أنه لم يستمر في عبادته في هذه المدينة لاحقًا على ما يبدو. ويبدو أنه كان يُبجل أيضًا في أور البابلية القديمة، على الرغم من أن الأدلة نادرة.
في العصر البابلي القديم، بدأ عبادة نوموشدا أيضًا في المدن الواقعة في سوريا الحديثة، بما في ذلك ماري، حيث إثبت في قائمة قرابين من عهد زميري ليم كمتلقي لشاتين. يظهر فيها بعد بيليت أغادي ("سيدة أغادي") وكيشسيتوم ("سيدة كيش"). تُعرف الأسماء الثيوفورية الأكدية التي تستحضره من موقعين غربيين، ماري (إيدين نوموشدا، نوموشدا-نيراري، نوموشدا-نوري) وتوتول (شو نوموشدا).
هناك أدلة قليلة على عبادة نوموشدا بعد العصر البابلي القديم، وربما يرجع ذلك إلى تراجع مركز عبادته كازالو، والذي إثبت آخر مرة في نصوص من عهد حمورابي، و إثبت بشكل رئيسي في السياق العلمي والفلكي في فترات لاحقة.

## روابط خارجية
- ترنيمة نوموشدا لسين إقشام (سين إقشام أ) في مجموعة النصوص الإلكترونية للأدب السومري
- زواج مارتو في مجموعة النصوص الإلكترونية للأدب السومري